# Commission géologique du Danemark et du Groenland
La Commission géologique du Danemark et du Groenland (en danois : Danmarks og Grønlands Geologiske Undersøgelse, GEUS) est l'institut de recherche indépendant du secteur relevant du ministère danois du Climat et de l'Énergie. Le GEUS est un institut de conseil, de recherche et d'étude en hydrogéologie, géophysique, géochimie, stratigraphie, glaciologie, géologie marine, minéralogie, climatologie, histoire de l'environnement, interprétation des photos aériennes, étude de l'énergie géothermique pour le Danemark et le Groenland.
Le GEUS travaille en étroite collaboration avec l'Institut Geologisk et le musée Geologisk, tous deux faisant partie de l'université de Copenhague.
Il publie un document de service appelé Greenland Hydrocarbon Exploration Information Service (GHEXIS) et un bulletin d'information appelé Greenland Mineral Exploration Newsletter (MINEX) en coopération avec le Bureau des minéraux et du pétrole (Råstofdirektoratet), un secrétariat du Comité mixte sur les ressources minérales sous la loi locale du Groenland.

## Histoire
En 1888, le Danmarks Geologiske Undersøgelse (DGU) fut fondé[Par qui ?] .
En 1946, le Grønlands Geologiske Undersøgelse a été créé.
Le 14 juin 1965, la loi n° 238 créé le GGU.
Le 23 décembre 1987, la loi n° 864 fusionna le GGU avec le DGU, changeant son nom en DGGU (Danmarks og Grønlands Geologiske Undersøgelse).
Le 14 juin 1995, la loi n° 408 annula la loi n° 238 et le 20 décembre suivant, la loi n° 1076 concernant les instituts de recherche sectoriels danois créa le GEUS, par la fusion entre le DGU et le GGU.